# زين العمر
زين العمر (9 فبراير 1973 -)، مغني لبناني

## مشواره الفني
اسمه الحقيقي طوني حدشيتي، تخلى عن اسمه الأصلي استجابة لطلب المخرج سيمون أسمر
ليصبح اسمه الفني «زين العمر» بدأ وهو بسن الثانية عشرة في الحفلات المدرسية والجلسات العائلية. في عام 1989 انتقل المطرب الشاب إلى مدرسة في كندا، وهناك بدأ الغناء في الحفلات الخاصة والأعراس. وفي عام 1993 عاد إلى لبنان وشارك في برنامج اكتشاف المواهب الفنية «ستديو الفن». أصدر أول أغنية خاصة به والتي حملت اسم «وجك خير علينا»، تبعها بعام 1994 بأغنية «كزدرنا وطال المشوار». وأصدر خلال مشواره الفني عدة ألبومات وأغنيات وطنية سياسة مثل «شو عملتي بالبلد» عام 2000 ، بي الكل للرئيس ميشال عون عام 2016

### حياته الأسرية
متزوج من كارول حداد  ولديه ابنة اسمها ريتا

## ألبومات
| الألبوم         | العام | المنتج       |
| --------------- | ----- | ------------ |
| من بين كل البشر | 1994  | بدويست فون   |
| تحت الشمسية     | 1995  | ريلاكس إن    |
| على ذوقي        | 1996  | ريلاكس إن    |
| إنتبهي          | 1998  | ريلاكس إن    |
| داري            | 1999  | ميوزيك ماستر |
| أحلى عشاق       | 2005  | روتانا       |
| ضمك لقلبي       | 2006  | روتانا       |

## فيديو كليبات
| الأغنية      | المخرج     | المنتج       | العام |
| ------------ | ---------- | ------------ | ----- |
| نجمة حياتي   | رجا زهر    | ريلاكس إن    | 1996  |
| داري         | طوني قهوجي | ميوزيك ماستر | 1999  |
| حبيبي        | ميرنا خياط | ميوزيك ماستر | 1999  |
| لذيذة حياتك  | سامر فغالي | ميوزيك ماستر | 1999  |
| ليلي يا ليلي | صوفي بطرس  | روتانا       | 2005  |
| أحلى عشاق    | صوفي بطرس  | روتانا       | 2005  |
| محبوبي       | فادي حداد  | روتانا       | 2005  |
| ضمك لقلبي    | فادي حداد  | روتانا       | 2006  |
| ولها         | فادي حداد  | روتانا       | 2006  |
| يا نيالي     | عادل سرحان | إنتاج خاص    | 2023  |